# Messor sanctus
Messor sanctus es una especie de hormiga del género Messor, subfamilia Myrmicinae. 

## Distribución
Esta especie se encuentra en Libia, Marruecos y Túnez.